# Apatophysis sinica
Apatophysis sinica är en skalbaggsart som beskrevs av Semenov 1901. Apatophysis sinica ingår i släktet Apatophysis och familjen långhorningar. Inga underarter finns listade i Catalogue of Life.